# Metacomet
Metacomet, noto anche come re Filippo, Metacom o Pometacom (1639 circa – 12 agosto 1676), è stato un sachem, ovvero un capo indiano, della tribù dei Wampanoag, nonché colui che condusse la guerra di Re Filippo, un'ampia rivolta combattuta contro i coloni britannici del New England.

## Gioventù e vita pacifica
Metacomet fu il secondo figlio del sachem Massasoit. Divenne capo nel 1662 quando il fratello Wamsutta (re Alessandro) morì poco dopo il padre Massasoit. La vedova di Wamsutta, Weetamoo (m. 1676), sachem dei Pocasset, fu alleata ed amica di Metacomet per il resto della vita. Metacom sposò la sorella più giovane di Weetamoo, Wootonekanuske. Non si sa quanti figli ebbero o cosa successe loro, ma Wootonekanuske ed uno dei suoi figli furono venduti come schiavi nelle Indie Occidentali. Non si conosce neanche il suo aspetto.
Il suo intento iniziale era quello di vivere in pace con i coloni. Da sachem si prese in carico il commercio di molte delle sue tribù con gli europei. Adottò il nome europeo di Filippo, e comprò dei vestiti a Boston, in Massachusetts.
Ma le colonie continuarono la loro espansione. Ad ovest gli Irochesi stavano già combattendo contro le vicine tribù le guerre dei castori, spingendole ad ovest nel territorio di Metacomet. Infine, nel 1671, i capi della colonia di Plymouth gli chiesero più concessioni. Consegnò buona parte dell'armamento e delle munizioni della propria tribù, ed accettò le leggi inglesi. L'invasione proseguì finché non scoppiò una rivolta nel 1675. Metacom guidò i rivoltosi nel tentativo di bloccare l'espansionismo dei puritani.

## Cambio del nome
Nella primavera del 1660 il fratello di Metacomet, Wamsutta, apparve di fronte alla corte di Plymouth per chiedere per sé e per il fratello dei nomi inglesi. La richiesta fu accettata, Wamsutta divenne Alessandro e Metacomet divenne Filippo. Lo scrittore Nathaniel Phibik ha ipotizzato che possa essere avvenuto su richiesta dell'interprete di Wamsutta, l'indiano convertito al cristianesimo John Sassamon. Metacomet fu in seguito chiamato "re Filippo" dagli inglesi.

## Guerra di Re Filippo

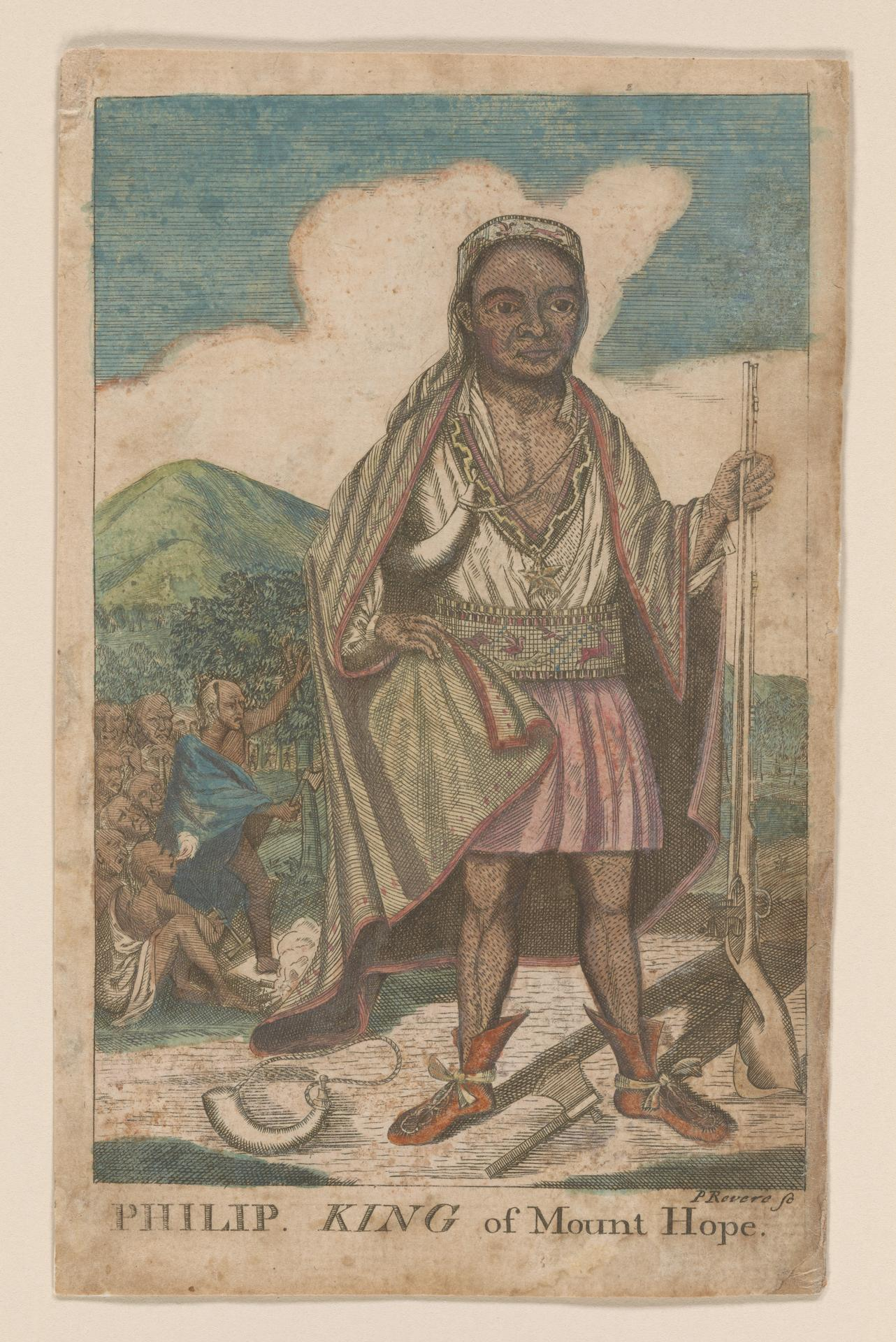
Filippo, re di Monte Hope, 1772, di Paul Revere. Revere fece una caricatura di re Filippo.

Metacomet utilizzò le alleanze tribali per coordinare lo sforzo necessario per cacciare i coloni europei dal New England. Molte tribù native della regione odiavano i coloni a causa delle terre contese, diminuite a causa dell'espansionismo europeo. Quando il numero dei coloni crebbe, re Filippo ed alcuni suoi seguaci si rifugiarono nella grande palude Assowamset in Massachusetts meridionale. Visse qui per un certo tempo, con la famiglia e gli alleati.
Inseguito da un gruppo di ranger guidati dal capitano Benjamin Church, il 12 agosto 1676 Metacomet fu colpito mortalmente da un proiettile sparato da un indiano pregante di nome John Alderman nella palude Miery nei pressi di Mount Hope a Bristol. Dopo la sua morte, la moglie ed il figlio di nove anni furono catturati e venduti come schiavi nelle Bermuda. La testa di Filippo fu esposta su una picca all'entrata di Fort Plymouth, dove rimase per oltre vent'anni. Il corpo fu squartato ed appeso agli alberi. Ad Alderman fu data la mano destra di Metacomet come trofeo.

## Nella cultura di massa
- Mary Rowlandson, presa prigioniera durante una razzia a Lancaster, in seguito scrisse le sue memorie e descrisse l'incontro con Metacomet mentre era tenuta ferma dai suoi uomini.
- Washington Irving narra una versione romanzata della vita di Metacomet nel suo racconto del 1820 intitolato "Philip of Pokanoket", pubblicato in The Sketch Book of Geoffrey Crayon, Gent. (1820).
- John Augustus Stone scrisse la sceneggiatura di Metamora; or, The Last of the Wampanoags (1829) per essere interpretata da Edwin Forrest.
- Nel suo romanzo The Devil and Daniel Webster (1937), Stephen Vincent Benet ritrae Metacom come nemico dei coloni, ucciso da un colpo alla testa (mentre in realtà fu colpito al cuore). Webster definisce Metacomet come uno che "fece la storia americana".
- Metacomet è rappresentato nel film del 1995 intitolato La lettera scarlatta come un capo Algonchino dopo la morte del padre.
- David Kerr Chivers scrisse Metacomet's War (2008), un romanzo storico sulla guerra di re Filippo.

## Retaggio

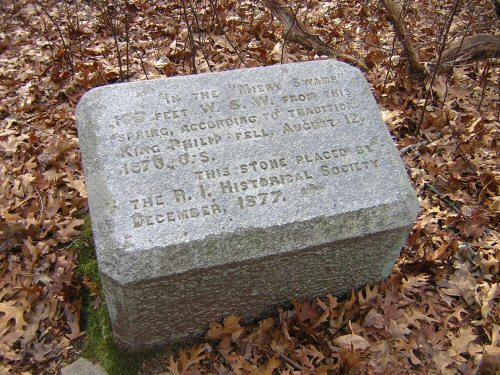
Luogo della morte di re Filippo nella palude Miery a Mount Hope

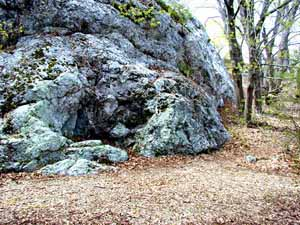
"Seggio di re Filippo", Mount Hope (Rhode Island)

Molte cose prendono il nome da Metacomet, tra cui:
- La USS Metacomet, una nave del 1863 della United States Navy.
- Metacomet Ridge, una catena montuosa di 150 km in New England meridionale.
- King Philip Mountain, una cima della Talcott Mountain nei pressi di Hartford, Connecticut.
- Lago Metacomet a Belchertown.